# Avon (Ohio)
Avon es una ciudad ubicada en el condado de Lorain en el estado estadounidense de Ohio. En el Censo de 2010 tenía una población de 21193 habitantes y una densidad poblacional de 392,17 personas por km².

## Geografía
Avon se encuentra ubicada en las coordenadas 41°26′43″N 82°0′18″O / 41.44528, -82.00500. Según la Oficina del Censo de los Estados Unidos, Avon tiene una superficie total de 54.04 km², de la cual 53.89 km² corresponden a tierra firme y (0.27%) 0.15 km² es agua.

## Demografía
Según el censo de 2010, había 21193 personas residiendo en Avon. La densidad de población era de 392,17 hab./km². De los 21193 habitantes, Avon estaba compuesto por el 92.43% blancos, el 2.26% eran afroamericanos, el 0.14% eran amerindios, el 3.06% eran asiáticos, el 0.02% eran isleños del Pacífico, el 0.66% eran de otras razas y el 1.42% pertenecían a dos o más razas. Del total de la población el 3.35% eran hispanos o latinos de cualquier raza.